# Aphaenogaster weigoldi
Aphaenogaster weigoldi é uma espécie de inseto do gênero Aphaenogaster, pertencente à família Formicidae.